# 葛田乡
葛田乡，是中华人民共和国江西省吉安市井冈山市下辖的一个乡镇级行政单位。

## 行政区划
葛田乡下辖以下地区：
葛田村、洋坳村、华岭村、树背村和古田村。